# Sylvia Pankhurst
Sylvia Pankhurst (Manchester, 5 de maig de 1882 - Addis Abeba, 27 de setembre de 1960) fou una artista pintora, política feminista i sufragista anglesa.

## Biografia
Sylvia Pankhurst fou filla d'Emmeline i Richard Pankhurst, dos coneguts activistes a favor del vot i altres drets femenins i socials. Va estudiar art a l'Escola Municipal d'Art de Manchester, on va obtenir el premi a la millor estudiant el 1901. El 1900 obtingué una beca per al Royal College of Art a South Kensington, però no va fer carrera com a artista i va dedicar el seu interès i el seu talent artístic a l'activisme polític.
El 1903 va crear la Unió Social i Política de les Dones (Women's Social and Political Union, WSPU) junt amb la seva mare i la seva germana Christabel Pankhurst i s'interessà pels moviments obrers. Cap a 1912 va dedicar-se completament a l'East London Federation of Suffragettes (ELFS), una organització que va crear per assegurar la representació de les dones treballadores en les campanyes de sufragi.
El 1907 va recórrer al llarg d'uns quants mesos, diverses comunitats industrials de la Gran Bretanya per a documentar les dures condicions de treball i de salari de les dones. Publicà les seves observacions en l'article «Dones treballadores d'Anglaterra» al London Magazine, el 1908, al qual seguiren altres textos a Votes for Women, el diari oficial de la WSPU.
Durant la Primera Guerra Mundial s'oposà, al contrari que la seva mare i germana, a la participació en la guerra. Sylvia Pankhurst i una altra seva germana, Adela, que havia emigrat a Austràlia, es van unir a la Internacional Comunista.
Sylvia fou empresonada en tres ocasions amb motiu del seu activisme. Tingué un fill, Richard Pankhurst (1927), el pare del qual fou l'anarquista italià Silvio Corio. Pankhurst es negà a casar-s'hi, d'acord amb les seves conviccions.

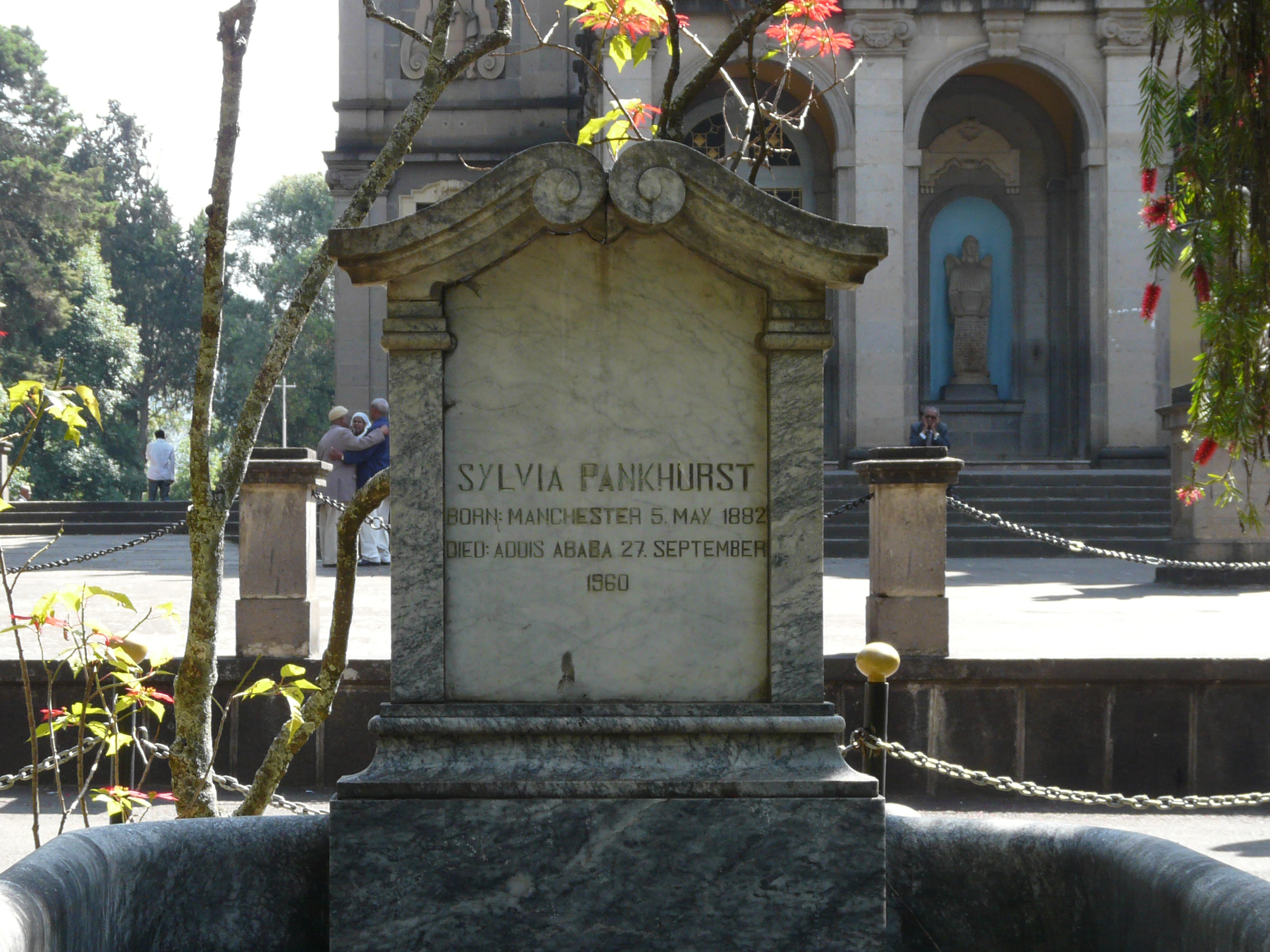
Tomba de Sylvia Pankhurst a Addis Abeba

Als anys 30, Pankhurst s'orientà cap a l'antifeixisme i l'anticolonialisme. Reaccionà contra l'ocupació italiana d'Etiòpia (1935) i donà suport a Haile Selassie. Contribuí a la recerca de fons per a Etiòpia (per exemple, contribuí a fer possible el primer hospital universitari del país) i publicà diverses monografies sobre la cultura i la història etíops (Ethiopia, a Cultural History, Londres: Lalibela House, 1955). El 1956 es traslladà a viure amb el seu fill a Addis Abeba i, tot i la seva edat avançada, continuà viatjant pel país visitant projectes de desenvolupament. Nogensmenys, el seu fill acabaria sent un destacat estudiós sobre temes etíops.
A la seva mort, el 1960, fou nomenada per Haile Selassie «etíop honorària» i enterrada amb un funeral d'estat en un espai reservat als herois nacionals davant de la catedral de la Trinitat d'Addis Abeba.

## Referències

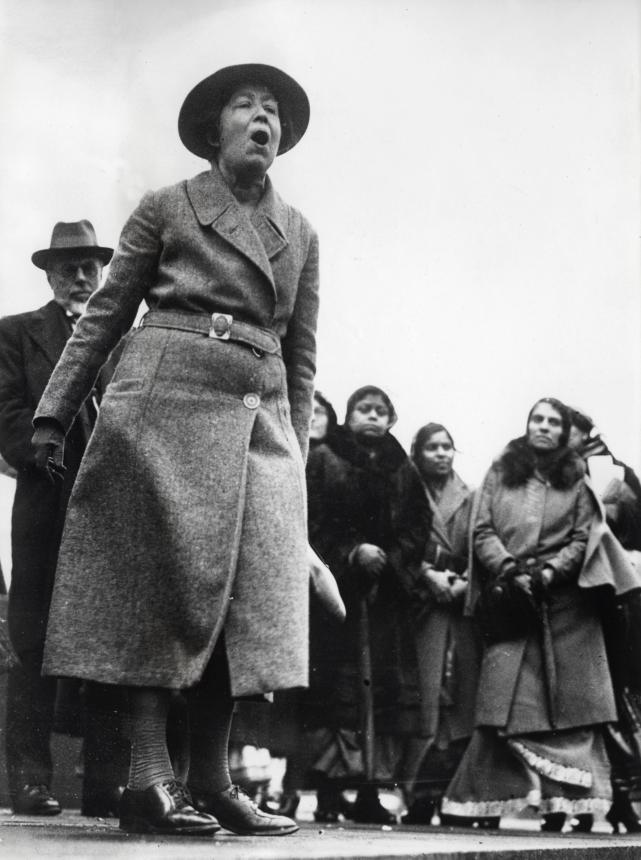
Protestant per la política anglesa a l'Índia, a Trafalgar Square